# Gostimë
Gostimë es una localidad albanesa del condado de Elbasan. Se encuentra situada en el centro del país y desde 2015 está constituida como una unidad administrativa del municipio de Cërrik. A finales de 2011, el territorio de la actual unidad administrativa tenía 8116 habitantes.
La unidad administrativa incluye los pueblos de Gostimë, Gjyral, Shtepanj, Shushicë, Shtermen, Malasej y Çartallos.
Se ubica unos 5 km al sureste de la capital municipal Cërrik, a orillas del río Devoll.